# Colomba (nouvelle)
Pour les articles homonymes, voir Colomba.
Colomba est une nouvelle de Prosper Mérimée, parue le 1er juillet 1840 dans la Revue des Deux Mondes puis publiée en volume en 1840 chez Magen et Comon.

## Thème
La nouvelle a pour thème la vendetta, guerre privée de vengeance entre familles menée selon le code d’honneur archaïque des familles corses, lesquelles se « faisaient elles-mêmes justice » et dans le cadre de laquelle la famille dont un membre avait été offensé se devait d’exercer sa vengeance contre la famille de l’offenseur en lavant chaque délit dans le sang, sous peine de perte de l’honneur familial aux yeux de ses compatriotes, y compris de ses propres ennemis.

## Contexte
Prosper Mérimée avait visité la Corse en 1839, en tant qu’inspecteur des monuments historiques. Son intérêt d’ethnologue s’attache au-delà des monuments aux constructions quotidiennes et à ce qu’elles révèlent des traditions. Il décrit les maisons corses comme des habitations austères en granit aux fenêtres étroites qui peuvent servir de meurtrières en temps de vendetta. Souvent, ces habitations comportent un four et un puits pour soutenir un siège…
Dans ses pérégrinations, on lui raconta une vendetta qui opposa en 1833 deux familles du village de Fozzano, près de Sartène, les Carabelli et les Durazzo,,. Il fit également la connaissance de Colomba Carabelli, qui servit de modèle à sa Colomba, l’héroïne « qui excelle dans la fabrication des cartouches et s’entend même fort bien pour les envoyer aux personnes qui ont le malheur de lui déplaire ».
L’écrivain a suivi dans les grandes lignes l’histoire de cette vendetta, la seule différence notable étant qu’au moment des faits, l’héroïne n’était pas une jeune fille, mais une femme âgée de 57 ans. Pour reprendre les évènements dans leur exactitude, en 1830, un Durazzo refuse d’épouser une jeune fille Carabelli qu’il a compromise. Le 7 juin 1830, trois hommes sont tués, au cours d’une tentative d’explication, dont deux Carabelli. Colomba, âme et animatrice du camp Carabelli, organise la mobilisation et, en décembre 1833, quatre hommes meurent dans un affrontement, deux Durazzo et deux Carabelli, dont François, son fils.
On montre aujourd’hui à Fozzano la maison et la tombe de Colomba,.

## Résumé
Colomba della Rebbia a vu périr son père assassiné par son ennemi, l’avocat Barricini. L’assassin a su dérober son crime aux yeux de la justice, mais Colomba n’a pas mis l’espoir de sa vengeance dans la loi. Elle a un frère, Orso della Rebbia, lieutenant en demi-solde dans la garde impériale, qui doit bientôt revenir en Corse. C’est lui qui est maintenant le chef de la famille, et c’est lui qui, selon les idées de la Corse, doit venger son père : quand on a un ennemi, il lui faut choisir entre les trois S : « schioppetto, stiletto o strada » (fusil, stylet ou fuite, expression corse).
Lorsque Orso si longtemps attendu revient enfin au pays, Colomba découvre que son séjour sur le continent lui a fait concevoir, de l’honneur et de la justice, d’autres sentiments que ceux de ses compatriotes et surtout de sa sœur : il déteste la vendetta. Colomba pousse alors avec un mélange d’amour fraternel et d’ardeur de vengeance son frère à un meurtre expiatoire, qu’elle aurait accompli elle-même si elle n’eût cru que l’exécution de la vengeance appartenait à son frère comme chef de la famille.
Craignant qu’il ne soit abattu dès son retour à Pietranera, le village ancestral, Colomba a soin de couvrir Orso de son corps lorsqu’il passe devant la maison des Barricini. Pour aviver sa colère et sa haine contre ses ennemis, elle le mène à la place où son père a été tué puis, de retour à la maison, elle lui montre la chemise couverte de larges taches de sang de leur père et la lui jette sur ses genoux, avant de poser dessus les deux balles qui l’ont frappé.
Excité par sa sœur et par l’opinion de ses compatriotes, Orso n’en continue pas moins de répugner à la vendetta lorsqu’il est attaqué dans la montagne par les deux fils de l’avocat Barricini. En état de légitime défense, Orso les tue et accomplit la vengeance de Colomba.
Forcé, dans les premiers moments, de se cacher dans les maquis impénétrables qui servent de retraite aux bandits corses, une ordonnance de non-lieu sera rendue en sa faveur lorsque l’examen des cadavres et la déposition du colonel démontreront qu’il était seul au moment du combat et qu’il n’a fait que riposter à ses attaquants.

## Adaptations
Colomba a fait l’objet de plusieurs adaptations au cinéma, à la télévision, à l’opéra ou en bande dessinée :
- 1915 : Colomba, film de Travers Vale ;
- 1933 : Colomba, film de Jacques Séverac, avec Génica Athanasiou (Colomba), Jean Angelo (Orso), Josette Day (Lydia), Jacques Henley (le général Nevil) ;
- 1948 : Colomba, film de Émile Couzinet ;
- 1950 : Vengeance corse (Vendetta), film de Mel Ferrer, avec Faith Domergue (Colomba), George Dolenz (Orso), Hillary Brooke (Lydia), Nigel Bruce (le général Nevil) ;
- 1968 : Colomba, téléfilm de Ange Casta ;
- 1982 : Colomba, téléfilm de Giacomo Battiato, avec Anne Canovas (Colomba), Jean Boissery (Orso), Elisabetta Pozzi (Lydia), Umberto Orsini (le général Nevil) ;
- 2005 : Colomba, téléfilm de Laurent Jaoui, avec Olivia Bonamy (Colomba), Grégory Fitoussi (Orso), Claire Borotra (Lydia), Jean-Luc Bideau (le général Nevil) ;
- 2012 : Colomba, bande dessinée de Frédéric Bertocchini (scénario et adaptation), Sandro (dessins) et Pascal Nino (couleurs), publiée chez DCL éditions  (ISBN 978-2-35416-065-4).
- 2014 : Colomba, opéra en 4 actes de Jean-Claude Petit d’après un livret de Benito Pelegrin. Commande de la ville de Marseille. Création mondiale à l’Opéra de Marseille (directeur général Maurice Xiberras) le 8 mars 2014.